# Olvés
Olvés település Spanyolországban,  Zaragoza tartományban. Olvés Alarba, Monterde, Castejón de Alarba, Munébrega és Maluenda községekkel határos. Lakosainak száma 111 fő (2024).

## Népesség
A település népessége az utóbbi években az alábbiak szerint változott:
| Lakosok száma | 168  | 136  | 112  | 119  | 117  | 106  | 104  | 104  | 110  | 111  |
|               | 2001 | 2004 | 2007 | 2009 | 2012 | 2014 | 2017 | 2019 | 2022 | 2024 |